# الحشارجة (خيران المحرق)

تعديل مصدري - تعديل

الحشارجة هي إحدى قرى عزلة مسروح بمديرية خيران المحرق التابعة لمحافظة حجة، بلغ تعداد سكانها 634 نسمة حسب تعداد اليمن لعام 2004.